# Benjamin Lillie
Benjamin Lillie (* 1985 in Siegburg) ist ein deutsch-schwedischer Schauspieler.

## Leben
Benjamin Lillie wurde als Sohn eines deutschen Vaters und einer schwedischen Mutter geboren. Er machte im Jahre 2004 seine ersten Theatererfahrungen bei Theaterprojekten am Theater Bonn (Reality Bites) und im Erholungshaus (Bayer) der Stadt Leverkusen. Von 2008 bis 2012 absolvierte er seine Schauspielausbildung an der Hochschule für Musik und Theater „Felix Mendelssohn Bartholdy“ in Leipzig.
Von 2010 bis 2012 war er zunächst Mitglied des Schauspielstudios am Centraltheater Leipzig. In der Spielzeit 2012/13 wurde er dann als Ensemblemitglied ans Centraltheater Leipzig engagiert. Am Centraltheater Leipzig trat er in Inszenierungen u. a. von Frank-Patrick Steckel, Michael Schweighöfer, Martina Eitner-Acheampong, Sebastian Hartmann und Martin Laberenz auf.
2013 erhielt er von der Zeitschrift Theater heute eine Nominierung als „Nachwuchsschauspieler des Jahres“.
Ab der Spielzeit 2013/14 war er bis zum Ende der Spielzeit 2018/19 festes Ensemblemitglied am Deutschen Theater in Berlin. Hier arbeitete er u. a. mit Christopher Rüping, René Pollesch, Sebastian Hartmann, Stephan Kimmig, Stefan Pucher, Jette Steckel und Karin Henkel zusammen. Zu seinen Bühnenrollen am Deutschen Theater gehörten bisher u. a. der ehemalige Priester Jacques Roux in Marat/Sade (2013–2017, Regie: Stefan Pucher), die Titelrolle in Woyzeck (2013–2016, Regie: Sebastian Hartmann), Romeo in Romeo und Julia (2013–2017, Regie: Christopher Rüping), Lyngstrand in Die Frau vom Meer (2013–2015, Regie: Stephan Kimmig), John in Der Löwe im Winter (2013–2015, Regie: Sebastian Hartmann), Hans Castorp in einer Zauberberg-Bühnenfassung (Spielzeit 2015/16, Regie: Martin Laberenz) und Biff Loman in Tod eines Handlungsreisenden (2017, Regie: Bastian Kraft). In der Spielzeit 2017/18 gehörte er u. a. neben Ulrich Matthes, Daniel Hoevels, Birgit Unterweger und Cordelia Wege zum zehnköpfigen Schauspielerensemble von Sebastian Hartmanns Ulysses-Inszenierung am Deutschen Theater.
Ab der Spielzeit 2019/20 war er festes Ensemblemitglied am Schauspielhaus Zürich. In der von der COVID-19-Pandemie betroffenen Saison 2020/21 wurde er für seine Darstellung des Louis in Christopher Rüpings Inszenierung von Einfach das Ende der Welt am Schauspielhaus Zürich in der Kritikerumfrage von Theater heute als „Schauspieler des Jahres“ ausgezeichnet. Seit der Spielzeit 2024/25 ist er Ensemblemitglied am Deutschen Theater Berlin.
Seine erste Filmhauptrolle hatte Lillie, an der Seite von Jördis Triebel, Manfred Zapatka und Wolfram Koch, in dem Fernseh-Thriller Dead Man Working (2016) von Marc Bauder. Er verkörperte Tom Slezak, einen „vom Leben privilegierten Bürgersohn“ und Mathe-Genie, der als „arroganter Nachwuchsbanker“ eine steile Karriere vor sich hat, die jedoch Brüche bekommt, als sein Mentor ums Leben kommt. Für seine Darstellung gewann er 2017 den Grimme-Preis. Außerdem wurde er für seine Rolle 2017 für den Deutschen Schauspielerpreis als „Bester Nachwuchsdarsteller“ nominiert.
Im Dresdner Tatort: Déjà-vu (Erstausstrahlung: Januar 2018) spielte er eine der Hauptrollen, den pädophilen Kindermörder René Zernitz. In der 8-teiligen internationalen Fernsehserie Das Netz – Spiel am Abgrund (2022) übernahm er eine durchgehende Serienrolle, in der er René Meier, den persönlichen Assistenten von Jean Leco (Raymond Thiry), dem Präsidenten der World Football Association (WFA), verkörperte.
Seit seiner Jugend beschäftigt er sich aktiv mit Musik und ist Sänger in der Berliner Elektropunkband G.P.A.D.
Lillie lebt in Berlin.

## Filmografie (Auswahl)
- 2014: Kill Me with a Kiss (Kurzfilm)
- 2016: Dead Man Working (Fernsehfilm)
- 2018: Tatort: Déjà-vu (Fernsehreihe)
- 2018: Werk ohne Autor (Kinofilm)
- 2019: World on Fire (Fernsehserie, eine Folge)
- 2019: Rampensau (Fernsehserie, Serienrolle)
- 2022: Das Netz – Spiel am Abgrund (Fernsehserie, Serienrolle)
- 2025: Tatort: Die große Angst (Fernsehreihe)

## Auszeichnungen
- 2017: Grimme-Preis (als Darsteller gemeinsam mit Wolfram Koch) für Dead Man Working[13]
- 2021: Schauspieler des Jahres für Einfach das Ende der Welt, Theater heute (Schauspielhaus Zürich)
- 2022: „Goldene Maske“ der Gesellschaft der Freunde des Schauspielhauses Zürich